# تثبيت المعدة
تَثْبيتُ المَعِدَة (بالإنجليزية: Gastropexy)‏ هيَ عملية جراحية يتم فيها خياطة المعدة بجدار البطن أو بالحجاب الحاجز، وفي الأغلب تتم خياطة المعدة بالحجاب الحاجز كعلاج للارتجاع المعدي المريئي وذلك بهدف منع تحرك المَعدة إلى الأعلى نحو الصدر.